# Sidnei
Sidnei, pseudonimo di Sidnei Rechel da Silva Júnior (Alegrete, 23 agosto 1989), è un calciatore brasiliano, difensore del Monsoon.

## Carriera

### Club

#### L'esordio all'Internacional
Sidnei inizia la sua carriera nelle giovanili dell'Internacional nel 2003. Nelle giovanili viene a contatto con altre due giovani promesse Ramon e Alexandre Pato. Nelle giovanili Under-20 vince un titolo brasiliano, l'anno successivo debutta con la prima squadra dell'Internacional.
Alla prima stagione diventa un giocatore indispensabile per la formazione di Porto Alegre con la quale vince la Recopa Sudamericana contro il Pachuca.
Nell'estate 2007 Alexandre Pato viene acquistato dal Milan e proprio la giovane stella brasiliana consiglia l'acquisto di tre giocatori: Carlos Eduardo del Grêmio e i due compagni di club Sidnei e Ramon.

#### Il passaggio al Benfica
Il 26 luglio 2008 il giocatore viene acquistato con la formula della comproprietà dal Benfica.

#### Prestito al Beşiktaş
Il 2 giugno 2011 passa al Beşiktaş con la formula del prestito con diritto di riscatto, dato il poco spazio trovato nella squadra portoghese.

## Palmarès

### Club

#### Competizioni internazionali
- Recopa Sudamericana: 1

Internacional: 2007

#### Competizioni statali
- Campionato Gaúcho: 1

Internacional: 2008

#### Competizioni nazionali
- Coppa di Lega portoghese: 2

Benfica: 2008-2009, 2009-2010
- Campionato portoghese: 1

Benfica: 2009-2010
- Supercoppa di Portogallo: 1

Benfica: 2014